# Station Pikus
Station Pikus is een spoorwegstation in de Poolse plaats Pikus.